# Соснівка (Ганнопільська сільська громада)
Сосні́вка (МФА: [soˈsɲiu̯kɐ] ( прослухати)) — село в Україні, в Ганнопільській сільській громаді Шепетівського району Хмельницької області. Населення становить 213 осіб.

## Історія
Через село проходив шлях з Острога до Житомира.
За переписом кінця 19 століття в селі було 44 будинки  і 293 жителі. Село колись належало Острозьким,  пізніше Яблоновським, від них Гурським, пізніше  318 десятин перейшло до Затова.
У 1906 році село Аннопільської волості Острозького повіту Волинської губернії. Відстань від повітового міста 35 верст, від волості 5. Дворів 46, мешканців 343.
7 (20) листопада 1917 року, відповідно до Третього Універсалу Української Центральної Ради, увійшло до складу Української Народної Республіки.
Під час Голодомору 1932-33 років у селі померло 19 осіб.
На фронтах Другої Світової війни загинуло 33 мешканців села.
12 червня 2020 року, відповідно до розпорядження Кабінету Міністрів України № 727-р «Про визначення адміністративних центрів та затвердження територій територіальних громад Хмельницької області», увійшло до складу Ганнопільської сільської територіальної громади
19 липня 2020 року, в результаті адміністративно-територіальної реформи та ліквідації Славутського району, село увійшло до складу новоутвореного Шепетівського району.

## Населення
Згідно з переписом УРСР 1989 року чисельність наявного населення села становила 260 осіб, з яких 109 чоловіків та 151 жінка.
За переписом населення України 2001 року в селі мешкало 211 осіб.

### Мова
Розподіл населення за рідною мовою за даними перепису 2001 року:
| Мова       | Відсоток |
| ---------- | -------- |
| українська | 98,59 %  |
| російська  | 1,41 %   |

## Символіка
Затверджена 24 грудня 2019 р. рішенням № 10-47/2019 XLVII сесії сільської ради VII скликання. Автори — В. М. Напиткін, К. М. Богатов, М. І. Медведюк.

### Герб
У зеленому щиті золоті глава і база з зеленими балками, посередині щита золота соснова гілка, супроводжувана по сторонам золотими шишками. Щит вписаний у декоративний картуш і увінчаний золотою сільською короною. Унизу картуша напис «СОСНІВКА».
Соснова гілка вказує на назву села, балки уособлюють стилізовані дошки, символізуючи основний історичний деревообробний промисел.

### Прапор
Квадратне полотнище поділене поперемінно жовтими і зеленими смугами у співвідношенні 1:1:1:9:1:1:1. В середині центральної смуги жовта соснова гілка, праворуч і ліворуч від якої жовті соснові шишки.

## Сьогодення
В селі поки що діють клуб, фельдшерсько-акушерський пункт, магазин, продовольчий кіоск, ферма з вирощування великої рогатої худоби ТОВ СГП «Дніпро», нараховується 74 дворогосподарства. Зі Славутою і Нетішином село зв'язане двома рейсами автобусів.

## Мовний склад населення
Згідно з переписом населення 2001 року українську мову назвали рідною 98,6 % мешканців села.